# Acyrtops amplicirrus
Acyrtops amplicirrus е вид лъчеперка от семейство Gobiesocidae. Видът е незастрашен от изчезване.

## Разпространение и местообитание
Разпространен е в Американски Вирджински острови, Белиз, Британски Вирджински острови, Мексико (Кинтана Ро) и Панама.
Среща се на дълбочина от 1,3 до 19 m, при температура на водата от 27,5 до 27,6 °C и соленост 34,2 – 35,2 ‰.

## Описание
На дължина достигат до 1,9 cm.